# Ласточкин, Александр Николаевич
Александр Николаевич Ласточкин (30.05.1939 — 18.10.2022) — советский и российский геоморфолог, заведующий кафедрой геоморфологии Института наук о Земле СПбГУ, доктор геолого-минералогических наук, профессор. Заслуженный работник высшей школы Российской Федерации (25.09.2010).
Родился 30 мая 1939 года в Ленинграде в семье служащих. Внук Александра Васильевича Ласточкина (1862 — не ранее 1917) — действительного статского советника (1909), управляющего Петроградской казенной палатой (1915—1917).
Окончил географический факультет ЛГУ (1962).
В 1962—1982 гг. работал во Всесоюзном научно-исследовательском геологоразведочном институте (ВНИГРИ): техник, младший и старший научный сотрудник. В 1982—1986 гг. заведующий сектором геоморфологии и геологии океанического дна ВНИИ геологии и минеральных ресурсов Мирового океана (ВНИИ океангеологии).
С 1986 года профессор кафедры геоморфологии факультета географии и геоэкологии ЛГУ (СПбГУ), в 1986—2002 гг. зав. кафедрой.
Создатель новых научных направлений:
- в геоморфологии: морское геоморфологическое картографирование, структурно-геоморфологические исследования на шельфе, субгляциальная геоморфология,
- в геологии: учение о неотектонических критериях нефтегазоносности,
- в геоэкологии: геоэкология ландшафта на геотопологической основе
- и науках о Земле в целом: общая теория геосистем.

Участвовал в составлении и редактировании карт новейшей тектоники Западной Сибири (1969), Сибири и Дальнего Востока, геоморфологических карт Западной Сибири, Карского моря (1977), северной континентальной окраины Евразии (1978), Северного Ледовитого океана, геоморфологических карт и палеогеоморфологического атласа территории СССР, а также орографической, морфометрических, морфотектонической карт Антарктики.
Лауреат премии Санкт-Петербургского государственного университета «За научные труды» 2014 года в категории «За фундаментальные достижения в науке». Автор (соавтор) 19 монографий, 6 учебных пособий и более 200 научных статей.
Сочинения:
- Структурно-геоморфологические исследования на шельфе [Текст]. — Ленинград : Недра. Ленингр. отд-ние, 1978. — 247 с. : ил.; 22 см.
- Морфодинамический анализ / А. Н. Ласточкин. — Ленинград : Недра : Ленингр. отд-ние, 1987. — 254,[2] с. : ил.; 22 см.
- Методы морского геоморфологического картографирования / А. Н. Ласточкин. — Ленинград : Недра : Ленингр. отд-ние, 1982. — 272 с. : ил.; 22 см.
- Неотектонические движения и размещение залежей нефти и газа [Текст]. — Ленинград : Недра. Ленингр. отд-ние, 1974. — 67 с. : ил.; 20 см. — (Труды/ М-во геологии СССР. Всесоюз. нефт. науч.-исслед. геол.-развед. ин-т (ВНИГРИ); Вып. 327).
- Использование методов при поисках нефти и газа [Текст]. — Москва : ВИЭМС, 1979. — 63 с.; 20 см.
- Рельеф земной поверхности : (Принципы и методы стат. геоморфологии) / А. Н. Ласточкин. — Ленинград : Наука : Ленингр. отд-ние, 1991. — 339,[1] с. : ил.; 22 см
- Морфодинамическая концепция общей геоморфологии / А. Н. Ласточкин; ЛГУ. — Ленинград : Изд-во ЛГУ, 1991. — 217,[1] с. : ил.; 20 см; ISBN 5-288-00623-7
- Общая геоморфология : Учение о морфологии рельефа : Учеб. пособие / А. Н. Ласточкин; Санкт-Петербург. гос. ун-т. — СПб. : СПбГУ, 1991. — 105 с. : ил.; 20 см.
- Системно-морфологическое основание наук о Земле (Геотопология, структурная география и общая теория геосистем) / А. Н. Ласточкин; С.-Петерб. гос. ун-т. — СПб. : НИИХ СПбГУ, 2002. — 762 с. : ил., табл.; 20 см; ISBN 5-7997-0450-9
- Геоморфология : учебник для вузов : учебное пособие для студентов высших учебных заведений, обучающихся по естественным направлениям / [Болтрамович Сергей Фадеевич, Жиров Андрей Иванович, Ласточкин Александр Николаевич и др.]; под редакцией А. И. Жирова, С. Ф. Болтрамовича. — 3-е изд., перераб. и доп. — Москва : Юрайт, 2022. — 732, [2] с., [20] л. цв. ил. : ил., табл.; 25 см.